# Super Punch-Out!!
Super Punch Out!! (スーパーパンチアウト!!) es un videojuego de boxeo para la Super Nintendo. También fue lanzado en Japón para el cartucho Nintendo Power Flash RAM de la serie, así como el Super Famicom, la versión japonesa de la Super NES. En la saga Punch-Out!!, tiene lugar después del juego Mike Tyson's Punch-Out!!. Al igual que el protagonista de los títulos arcade y de NES, el protagonista del juego de SNES es el boxeador Little Mac trabajando en su camino hasta llegar a los cuatro circuitos de la NVBA (Nintendo Video Boxing Association). Se enfrenta a una serie boxeadores ficticios, que culminará en una pelea con el invicto Nick Bruiser.

## Desarrollo
Después de la puesta en venta de la consola Super NES, Genyo Takeda decidió reanudar la producción de la serie Punch Out!!, en lugar de dirigir. Como productor, su visión incluía una perfecta transición de la versión arcade de Super Punch-Out!! para la nueva consola de 16 bits de Nintendo, ya había sido imposible para su predecesor, el NES. Esta vez, sin embargo, Nintendo optó por no incluir a un verdadero boxeador profesional como fue el caso del anterior título (Mike Tyson). Genyo Takeda optó por utilizar el mismo nombre de la versión arcade, tanto para disponer de continuidad, sino también para indicar la condición de "Super" para la transición a la consola SNES.
Fue musicalizado por Takashi Kumegawa y Masaru Sakakibara. Charles Martinet fue acreditado para prestar las voces de los boxeadores y al locutor de Super Punch Out!!.

## Reparto
En este juego, la icónica voz de Mario, Luigi, Wario y Waluigi pone voz a todos los 17 personajes.
| Personaje        | Actor de voz     |
| ---------------- | ---------------- |
| Little Mac       | Charles Martinet |
| Gabby Jay        | Charles Martinet |
| Bear Hugger      | Charles Martinet |
| Piston Hurricane | Charles Martinet |
| Bald Bull        | Charles Martinet |
| Bob Charlie      | Charles Martinet |
| Dragon Chan      | Charles Martinet |
| Masked Muscle    | Charles Martinet |
| Mr. Sandman      | Charles Martinet |
| Aran Ryan        | Charles Martinet |
| Heike Kagero     | Charles Martinet |
| Mad Clown        | Charles Martinet |
| Super Macho Man  | Charles Martinet |
| Narcis Prince    | Charles Martinet |
| Hoy Quarlow      | Charles Martinet |
| Rick Bruiser     | Charles Martinet |
| Nick Bruiser     | Charles Martinet |
| Locutor          | Charles Martinet |

## Modos de juego
Al igual que los anteriores juegos de la serie Punch-Out!!, Super Punch-Out!! requiere de una buena cadencia y habilidad en el reconocimiento de patrones para reaccionar a los ataques de cada oponente. Little Mac regresa para intentar subir en las posiciones de los cuatro circuitos de la WVBA (World Video Boxing Association). Al ir subiendo en esas posiciones, los oponentes se vuelven más difíciles.
Originalmente usado en los arcades Punch-Out!! y Super Punch-Out!!, así como en el arcade ARM Wrestling de Nintendo, este juego también utiliza la característica llamada Time Attack. Hay cuatro tipos de circuitos el especial, el mundial, el mayor y el menor.

## Recepción
El juego Super Punch-Out!! fue recibido con buenas calificaciones, como se muestra en la tabla del lado derecho.